# 大阪労働局
大阪労働局（おおさかろうどうきょく）は、大阪府大阪市中央区にある日本の都道府県労働局で、大阪府を管轄している。

## 所在地
- 本局　
  - 大阪府大阪市中央区大手前四丁目1番67号 大阪合同庁舎第2号館8階・9階（第一庁舎）
  - 大阪府大阪市中央区常盤町一丁目3番8号 中央大通FNビル14階・17階・21階（第二庁舎）

## 組織
局長
- 総務部
  - 総務課、会計課、労働保険徴収課、労働保険適用・事務組合課
- 雇用環境・均等部
  - 企画課、指導課
- 労働基準部
  - 監督課、安全課、健康課、賃金課、労災補償課
- 職業安定部
  - 職業安定課、職業対策課、雇用保険課、地方訓練受講者支援課
- 需給調整事業部
  - 需給調整事業第1課、需給調整事業第2課

2015年（平成27年）4月1日に過重労働に係る大規模事案、困難事案等に対応するための専従対策班「過重労働撲滅特別対策班（通称：かとく）」が東京労働局と共に労働基準部監督課内に設置された。

## 出先機関
大阪府内の労働基準監督署及び公共職業安定所を統括する。
- 労働基準監督署（13署）
  - 大阪中央労働基準監督署（大阪市中央区）
  - 大阪南労働基準監督署（大阪市西成区）
  - 天満労働基準監督署（大阪市北区）
  - 大阪西労働基準監督署（大阪市西区）
  - 西野田労働基準監督署（大阪市此花区）
  - 淀川労働基準監督署（大阪市淀川区）
  - 東大阪労働基準監督署（東大阪市）
  - 岸和田労働基準監督署（岸和田市）
  - 堺労働基準監督署（堺市堺区）
  - 羽曳野労働基準監督署（羽曳野市）
  - 北大阪労働基準監督署（枚方市）
  - 泉大津労働基準監督署（泉大津市）
  - 茨木労働基準監督署（茨木市）

- 公共職業安定所（ハローワーク、16所）
  - 大阪東公共職業安定所（ピップビル、大阪市中央区）
  - 梅田公共職業安定所（大阪市北区）
  - 大阪西公共職業安定所（大阪市港区）
  - 阿倍野公共職業安定所（大阪市阿倍野区）
  - 淀川公共職業安定所（大阪市淀川区）
  - 布施公共職業安定所（東大阪市）
  - 堺公共職業安定所（堺市堺区）
  - 岸和田公共職業安定所（岸和田市）
  - 池田公共職業安定所（池田市）
  - 泉大津公共職業安定所（泉大津市）
  - 藤井寺公共職業安定所（藤井寺市）
  - 枚方公共職業安定所（枚方市）
  - 泉佐野公共職業安定所（泉佐野市）
  - 茨木公共職業安定所（茨木市）
  - 河内長野公共職業安定所（河内長野市）
  - 門真公共職業安定所（門真市）